# Progetto dell'Anatolia Sud-Orientale
Il progetto dell'Anatolia Sud-Orientale (turco: Güneydoğu Anadolu Projesi GAP) è un complesso di 22 dighe sui fiumi Tigri ed Eufrate, in territorio turco, per alimentare 19 centrali idroelettriche. 

## Storia
Il progetto di utilizzo delle acque dei fiumi Tigri ed Eufrate venne inizialmente proposto dal premier Ataturk negli anni venti del Novecento.